# IVe législature de la république démocratique de Sao Tomé-et-Principe
- PCD (33)
- MLSTP-PSD (21)
- Aucun groupe (1)

Composition de l'Assemblée nationale au 2 mars 1991 :

La IVe législature de la république démocratique de Sao Tomé-et-Principe est un cycle parlementaire qui s'ouvre le 2 mars 1991 pour s'achever le 16 novembre 1994, à la suite des élections législatives de 1991.
Il s'agit de la première législature santoméenne multipartite, après l'abandon du système à parti unique du Mouvement pour la libération de Sao Tomé-et-Principe – Parti social-démocrate (MLSTP-PSD). Le Parti de convergence démocratique - Groupe de réflexion (PCD-GR) détient la majorité à l'Assemblée nationale, dont Leonel Mário d'Alva est le président. Deux groupes parlementaires sont formés, le groupe MLSTP-PSD et le groupe PCD. L'unique député de la Coalition démocratique de l'opposition n'est membre d'aucun groupe.

## Historique
En cours de législature cinq députés PCD-GR fondent un nouveau groupe parlementaire dissident.
En réponse à une crise politique importante, le président Miguel Trovoada dissout l'Assemblée nationale le 9 juillet 1994. Elle reste en fonction jusqu'à la formation de la législature suivante.

## Liste de députés
| Élu                 | Parti | Parti  |
| ------------------- | ----- | ------ |
| Leonel Mário d'Alva |       | PCD-GR |
| Francisco da Silva  |       | PCD-GR |

## Composition du bureau
- Président : Leonel Mário d'Alva